# Scheibenfeder

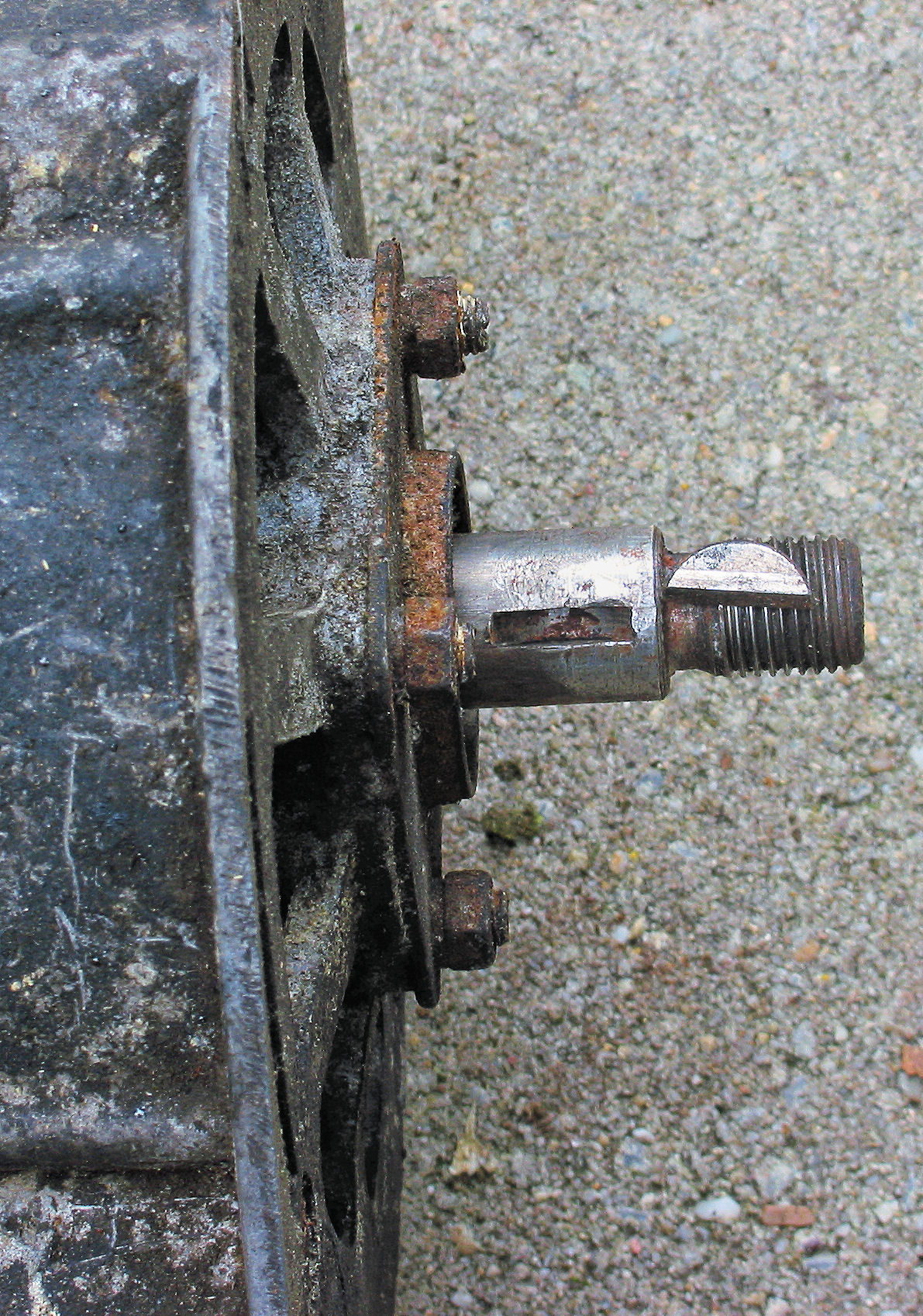
Demontierte, auf dem Gewinde abgelegte Scheibenfeder einer Lichtmaschine

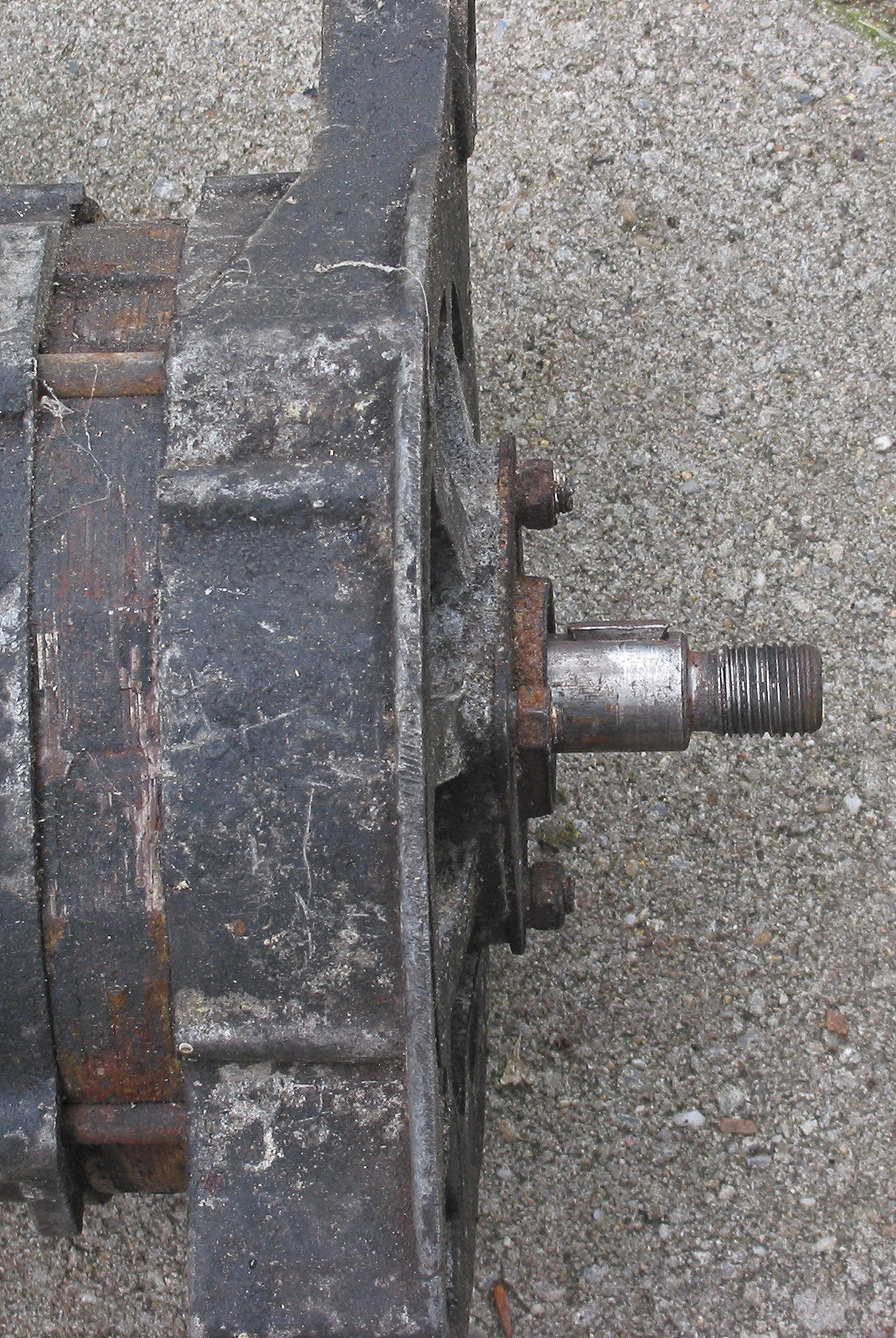
Eingebaute Scheibenfeder

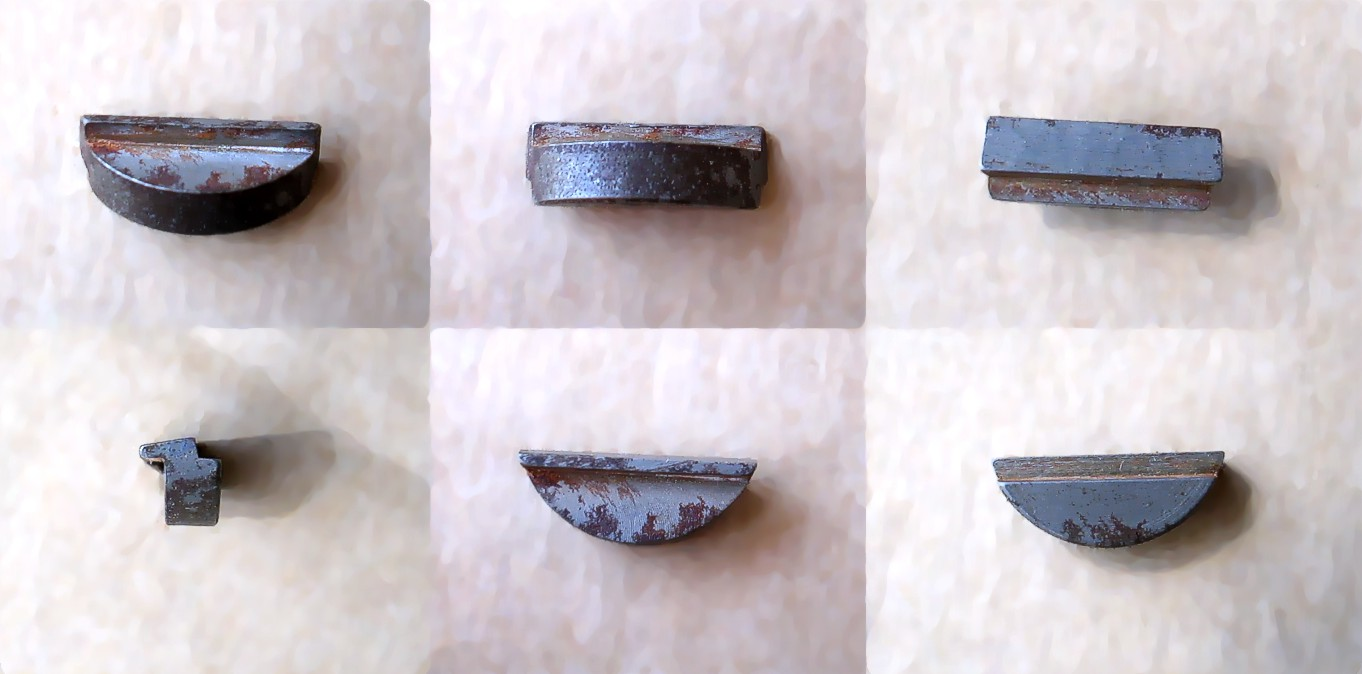
Scheibenfeder ähnlich DIN 6888, mit welcher das montierte Bauteil leicht gegenüber der Nut verdreht montiert werden kann, z. B. bei einer Zündspule, um den Zündzeitpunkt zu verlegen

Eine Scheibenfeder ist ein Maschinenelement aus dem Maschinenbau und wird ähnlich wie die Passfeder zur Realisierung einer Welle-Nabe-Verbindung benutzt. Die formschlüssige Verbindungstechnik dient der Drehmomentübertragung beispielsweise von der Antriebswelle auf das Zahnrad.
In der Vergangenheit wurden Scheibenfedern auch als Woodruff-Keil bezeichnet.

## Aufbau
Die Scheibenfeder ist ein massives, halbscheibenförmiges Metallteil, welches in eine entsprechend gefräste Nut in der meist kegelförmigen Welle eingelegt wird und aus dieser herausragt.
Die Wellennut wird mit einem Scheibenfräser als halbrunde Nut in die Welle gefräst und die halbrunde Scheibe als Keil eingelegt.
Die zugehörige, meist kegelförmige Nabe ist mit einer durchgehenden und geräumten Nut versehen und wird zur Montage als Kegelsitz nach DIN-Norm DIN 228, DIN 254, 1448, oder 1449 aufgeschoben. Die Scheibenfeder trägt durch Formschluss an ihren Flanken. Sie wirkt dadurch als Mitnehmer und überträgt das Drehmoment der Welle auf das anzutreibende Bauteil (im Falle einer Antriebswelle) oder das Drehmoment des antreibenden Bauteils auf die anzutreibende Welle (im Falle einer Abtriebswelle). In axialer Richtung wird das Rad auf der meist konischen Welle gegen Verschieben durch Festlegung durch eine Nutmutter gesichert.

## Dimensionierung
Die Größe der Scheibenfeder ergibt sich
- aus dem Wellendurchmesser (zum Beispiel ist für den Wellendurchmesser 35 mm der Scheibenfederquerschnitt (Breite × Höhe) 10 × 16 mm vorgesehen) und
- dem zu übertragenden Drehmoment, welches die Länge der Scheibenfeder bestimmt (im einfachsten Fall mit Berechnung mit der zulässigen Flächenpressung zwischen Nabe und Scheibenfeder).

## Norm
Scheibenfedern laut DIN-Norm sind nach Form und Abmessungen in der DIN 6888 genormt. Diese Norm legt u. a. auch fest, dass zur Tolerierung der Nutbreite eine Passung mit dem Toleranzfeld P9 für festen oder N9 für leichten Sitz nach dem Passungssystem Einheitswelle laut DIN 7155 verwendet wird. Die Scheibenfederbreite entspricht damit einer Einheitswelle mit Toleranzfeld h9 (oberes Abmaß = 0). Die Scheibenhöhe ist mit Toleranzfeld h12 ausgeführt. Gestaltungs- und Berechnungsgrundlagen von Passfederverbindungen legt die DIN 6892 fest.

## Werkstoff
Als Werkstoff kommt üblicherweise Halbrundstahl aus E335 (früher St 60-2) zur Anwendung.

## Vor- / Nachteile und Alternativen
- Vorteile einer Scheibenfederverbindung:
  - preisgünstig
  - sehr einfach montier-/demontierbar
  - bei konischen Wellen nur einseitig wirkende Sicherung gegen axiale Verschiebung notwendig

- Nachteile einer Scheibenfederverbindung:
  - Kerbwirkung auf die Welle
  - ungeeignet bei Lastrichtungswechsel
  - übertragbares Drehmoment relativ gering
  - Welle durch die notwendige, tiefere Nut stark geschwächt

- Alternativen zur Scheibenfederverbindung:
  - Passfeder
  - Pressfügen
  - Zahnprofil, Keilprofil
  - Polygonprofil
  - Querstift
  - Vielkantprofil
  - Kerbzahnprofil